# Ткачик катанганський
Тка́чик катанганський (Ploceus katangae) — вид горобцеподібних птахів ткачикових (Ploceidae). Мешкає в Демократичній Республіці Конго і Замбії.

## Опис
Довжина птаха становить 13 см. У самців під час сезону розмноження на обличчі чорна "маска", горло і верхня частина грудей чорні. Тім'я, потилиця і нижня частина тіла жовті, надхвіст зеленувато-жовте. Забарвлення самиць є дещо блідішим.

## Підвиди
Виділяють два підвиди:
- P. k. upembae (Verheyen, 1953) — південний схід ДР Конго (долина річки Луалаба[en]);
- P. k. katangae (Verheyen, 1947) — крайній південний схід ДР Конго і північ Замбії (зокрема, в долині річки Луапула[en].

Деякі дослідники виділяють підвид P. k. upembae як окремий вид Ploceus upembae.

## Поширення і екологія
Катанганські ткачики живуть на заплавних луках і болотах, в очеретяних заростях на берегах річок і озер.  Вони, імовірно, є полігамними, на одного самця припадає кілька самиць. Гніздяться парами або невеликими колоніями.